# Murdeira
Murdeira es una localidad caboverdiana del municipio de Sal.

## Geografía
La localidad está situada en la isla de Sal.

## Organización territorial
La localidad abarca los lugares y barrios de:
- Murdeira
- Palha Verde